# Silvio Dante
Silvio Manfred Dante (n. noiembrie 1950), zis și, simplu, „Sil”, interpretat de Steven Van Zandt, este un personaj fictiv în seria televizată distribuită de HBO, Clanul Soprano. Este „Consilierul” lui Tony Soprano în familia mafiotă Soprano. Se crede că ar fi inspirat din mafiotul din New Jersey, Thomas Ricciardi. În general Silvio este genul de persoană care stă „în spatele scenei” încercând să nu atragă prea multă atenție asupra lui. Deoarece este managerul și proprietarul clubului de striptease Bada Bing, Silvio reușește foarte bine să-și mențină imaginea de persoană legitimă. Deși este un tip liniștit chiar și în situații mai grele, Silvio Dante se dăzlănțuie arătându-și furia excesivă și temperamentul vulcanic atunci când este cazul. Este un bun cunoscător de filme utilizând adesea replici celebre pentru a-i amuza pe cei din jur. Pe parcursul întregului serial cea mai celebră frază pe care o utilizează este cea din Nașul: Partea a III-a: „Just when I thought I was out...they pulled me back in”, Silvio reușind să-l imite foarte bine pe Al Pacino spre amuzamentul prietenilor săi. Silvio este unul dintre cei mai loiali mafioți ai familiei mafiote Soprano. Este celebru pentru executarea informatorilor F.B.I. și a trădătorilor.

## Crime comise
- James „Little Jimmy” Altieri (1999)
- Salvatore „Big Pussy” Bonpensiero (2000)
- Adriana La Cerva (2004)
- Dominic „Fat Dom” Gamiello (2006)
- Burt Gervasi (2007)